# District de Teshio

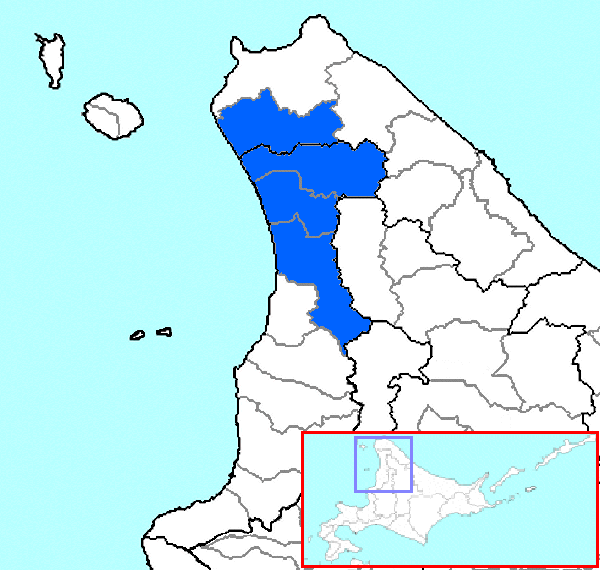
Emplacement du district de Teshio dans les sous-préfectures de Rumoi et Sōya.

Le district de Teshio (天塩郡, Teshio-gun) est un district des sous-préfectures de Rumoi et Sōya sur l'île de Hokkaidō au Japon.

## Géographie
Au 31 mars 2015, la population du district est estimée à 12 741 habitants pour une superficie totale de 2 039,15 km2, soit une densité de 6,25 personnes/km2.

## Bourgs
- Sous-préfecture de Rumoi :
  - Enbetsu
  - Teshio
- Sous-préfecture de Sōya :
  - Horonobe
  - Toyotomi